# Coțofană cu crupă neagră
Coțofana cu crupă neagră (Pica bottanensis) este o specie de coțofană găsită din centrul Bhutanului până în centrul vest-central al Chinei Anterior a fost clasificată ca o subspecie a coțofanei eurasiatice (Pica pica).
Un studiu de filogenetică moleculară publicat în 2018 a constatat că coțofana cu crupă neagră este un taxon soră cu coțofana Asir din sud-vestul Arabiei Saudite.